# Блиндхейм, Свейн
Свейн Лавик Блиндхейм (норв. Svein Lavik Blindheim; 29 августа 1916, Восс, Норвегия — 17 марта 2013, Норвегия) — норвежский военный, участник движения Сопротивления, после войны — офицер разведки. После отставки работал преподавателем в университете. Был приговорён к условному лишению свободы за разглашение военной тайны.

## Семья
Свейн родился в семье учителей Северина Николая Блиндхейма (1890—1925) и Рагны Лавик (1891—1976). По материнской линии был внуком политика Андреса Лавика, внучатым племянником адвоката и политика Андреаса, актёра и театрального режиссёра Доре и журналиста Йоханнеса Лавика, а также племянником политика Нильса Лавика. В 1945—1970 был женат на британской гражданке Джоан Мэри Тиндейл.

## Служба во время Второй мировой войны
Свейн Блиндхейм окончил школу в 1938 году, после чего ушёл служить в армию. Перед началом войны служил во 2-м пехотном полку Осло (егерский корпус), пулемётной роте 2-го пулемётного батальона. В ночь с 12 на 13 апреля 1940 года Блиндхейм командовал отрядом из 129 человек, оборонявшим мост Фоссум в Эстфолле. В том бою погибли 15 солдат норвежской армии, остальные его подчинённые перешли в нейтральную Швецию, откуда в июле 1940 года были депортированы на родину. В начале 1941 года, уже после капитуляции Норвегии, Блиндхейм снова перебрался в Швецию, откуда 18 июня самолётом вылетел в Москву, а после через Одессу, Баку, Персию, Индию (Бомбей), Южную Африку и Тринидад в ноябре 1941 года, в итоге, добрался до Шотландии.
В Шотландии Блиндхейм прошёл курс обучения подрывному делу и стал бойцом 1-й отдельной норвежской роты Мартина Линге при Управлении специальных операций. В ночь с 16 на 17 апреля 1943 года Блиндхейм был сброшен на парашюте к северу от Драммена, в окрестностях которого и в Осло ему предстояло в рамках операции «Буревестник» организовывать ячейки организации норвежского движения Сопротивления («Milorg»). 17 ноября был арестован, но сбежал из-под стражи и перебрался в Швецию. В Норвегию он снова вернулся в январе 1944 года, организовав несколько военных отрядов Сопротивления и став командиром одного из них («Aks 13000»). Ими было проведено около 100 специальных операций, из которых 75 завершились успехом. В январе 1945 года Блиндхейм был отозван в Лондон, а в апреле вернулся на родину, возглавив штаб отряда D-13.
После войны основал «Клуб Линге», состоявший из ветеранов-участников Второй мировой войны, служивших в 1-й отдельной норвежской роте Мартина Линге.

## Служба в разведке
С 1945 по 1946 годы Свейн Блиндхейм учился в Норвежской военной академии, служил в 1947—1948 годах в отдельной норвежской бригадной группе в Германии, с 1949 года служил в военной разведке, специализируясь на противодиверсионной деятельности. В 1953 году он был направлен в Финляндию для тренинга финских спецподразделений основам шпионажа и подрывной деятельности, однако вскоре решив, что данная сфера деятельности ему не по душе, перевёлся в другое подразделение.
Блиндхейм дослужился до звания майора. В 1956 году он был направлен на Ближний Восток в качестве военного наблюдателя, где написал статью в издание «Dagbladet», в которой высказал своё мнение о том, чего намерен достичь Израиль в военном плане за несколько лет. Помимо этого, в статье Свейн выразил неприязнь к применению ядерного оружия и критиковал действия норвежских войск в ходе Датско-Норвежской операции. Блиндхейма обвинили в работе на «прокоммунистических журналистов в Dagbladet», а министр иностранных дел Халвард Ланге раскритиковал статью, после чего Блиндхейму сделали выговор.
Одновременно со службой в армии Свейн Блиндхейм был кандидатом от Либеральной партии Норвегии на парламентских выборах 1961 года. В 1966 году, недовольный политикой Норвегии в отношении ядерного оружия, он уволился из армии и начал работать в гражданкой сфере. В 1974 году окончил университет по специальности «филология» и стал преподавателем новейшей истории.

## Разглашение тайны
В 1976 году политик Ивар Йохансен заявил, что Свейн Блиндхейм в 1953 году во время работы в Финляндии был причастен с разглашению сведений, касающихся финских разведывательных миссий против Советского Союза. Статью об этом опубликовали в газете Ny Tid 21 июля 1977 года, автором статьи стал Ингольф Хокон Тейгене без упоминания имени Блиндхейма. Блиндхейм вынужден был рассказать правду о своей деятельности, после чего его интервью появилось в информационной телепередаче Dagsrevyen на телеканале NRK и радиопрограмме Dagsnytt на норвежском радио. Сразу же Блиндхейму предъявили обвинения по статье о шпионаже (параграф 90), но затем сменили обвинение на разглашение военной тайны (параграф 69). По причине возбуждения дела Блиндхейма хотели исключить из «Клуба Линге», но этого так и не случилось.
На суде Блиндхейм утверждал, что не раскрывал военную тайну, поскольку огромная часть людей вне армии уже была в курсе о его деятельности. Так, майор Кристиан Кристенсен узнал о деятельности Блиндхейма уже после выхода в отставку, профессор Гуннар Бё также подтвердил эту информацию, но заявил, что не ручается за достоверность статьи в «Ny Tids». Более того, в Финляндии несколько финских агентов уже знали о деятельности Блиндхейма, статьи о которой были ещё раньше опубликованы в финских газетах в 1950-е годы, но были приговорены к штрафам. В 1972 году шпионская деятельность Финляндии также была освещена в книге Эсы Антаклы — бывшего финского министра обороны.
Альф Нордхус, адвокат Блиндхейма, называл его отправку в Финляндию нарушением международного права и отрицал факт военной тайны, который был раскрыт специально к моменту выхода книги директора ЦРУ Уильяма Колби. Блиндхейм утверждал, что его отправили якобы на строительные работы в Финляндию, и выражал своё возмущение подобным приказом. Однако в мае 1978 года Городской суд Осло приговорил Блиндхейма к 75 дням условного тюремного заключения, Верховный суд в феврале оставил это решение в силе. Блиндхейм назвал приговор политизированным.

## После суда
Блиндхейм был одним из немногих ветеранов движения Сопротивления, писавших труды на тематику истории и военного дела. Авторству Блиндхейма принадлежат многие критические статьи о войне и оккупации. В 1977 году он написал книгу «Норвежцы под знаменем Гитлера: норвежские солдаты на Восточном фронте» (норв. Nordmenn under Hitlers fane : dei norske frontkjemparane), ставшую одним из первых исследовательских трудов по норвежскому коллаборационизму. В 1981 году он издал ещё одну книгу «Офицеры в войне и мире» (норв. Offiser i krig og fred) о послевоенных годах Норвегии.
5 июня 2006 телекомпания NRK показала документальный фильм о Свейне Блиндхейме «Невписывающийся герой войны» (норв. Krigshelt i utakt), который был повторно показан 25 ноября 2007. В фильме Блиндхейм рассказал свою версию участия Норвегии во Второй мировой войне (о немецкой оккупации, войне на Восточном фронте и суде над коллаборационистами), сильно отличающуюся от официальной: он обвинял в развязывании войны правительство Юхана Нюгорсвольда, которое слишком понадеялось на защиту Великобритании на фоне инцидента с «Альтмарком». Со слов Блиндхейма, Норвегия должна была объявить вооружённый нейтралитет, дабы Германия не рисковала вторгнуться в страну и защитить поставки железной руды через Нарвик, но говорил он об этом уже со скептицизмом, упоминая современную политическую обстановку. Сам он утверждал, что его осудили именно за критику НАТО и ядерной политики Норвегии.
В 2007 году журналист Арвид Брюне в книге «Мы боролись за Норвегию» (норв. Vi sloss for Norge) опубликовал интервью Свейна Блиндхейма с бывшим членом Национального единения Бьёрном Эстрингом об их ролях в годы войны. Эстринг и Блиндхейм знали друг друга с 1972 года, были близкими друзьями в Хёвике и Беруме.
17 марта 2013 года Блиндхейм умер в возрасте 96 лет.

## Награды
За свою деятельность по борьбе против немецких оккупантов Свейн Блиндхейм награждён Военной медалью со звездой («звезду» он получил за участие в операции «Паффин»). 7 марта 1947 года награждён Военным крестом с мечом и Медалью обороны.